# افضل شاهنشاه
افضل پسر بدرالجمالی، وزیر و فرمانده کل ارتش ارمنی‌تبار دولت فاطمیان بود. وی در زمان المستنصر و المستعلی قدرت بسیاری داشت و در پی ماجرای جانشینی نزار و مستعلی از قدرت خود استفاده کرد و در سال ۴۸۷ هجری، ابوالقاسم احمد، کوچک‌ترین پسر المستعلی ر به حکومت رساند و این چنین باعث گسست بین اسماعیلیان شد. افضل حدود ۲۷ سال منصب وزارت را در دست داشت.

## کودتا در دربار فاطمی
خلیفه-امام فاطمی المستنصر بالله از اوایل سلطنت خود علناً پسر بزرگش نزار را به عنوان وارث خود به عنوان خلیفه-امام فاطمی بعدی معرفی کرده بود. داعی حسن صباح، که در مصر اسماعیلی شده بود، شخصاً توسط المستنصر از این حقیقت آگاه شد. پس از مرگ المستنصر در سال ۱۰۹۴ م، افضل شاهانشاه، می‌خواست مانند پدرش دیکتاتوری را بر دولت فاطمی اعمال کند. افضل کودتایی طراحی کرد و برادر همسرش، احمد مستعلی را بر تخت فاطمی نشاند. افضل مدعی شد که المستنصر به نفع مستعلی حکم صادر کرده است و بدین ترتیب رهبران اسماعیلی دربار فاطمیون و الدعات فاطمی در قاهره، پایتخت فاطمیان، احمد مستعلی را تأیید کردند.
در اوایل سال ۱۰۹۵م، نزار به اسکندریه گریخت و در آنجا مورد حمایت مردم قرار گرفت و به عنوان امام بعدی فاطمیان پس از المستنصر پذیرفته شد و دینارهای طلا در اسکندریه به نام نزار ضرب شدند (یکی از این سکه‌ها در سال ۱۹۹۴ یافت شد. و در موزه آقاخان است). در اواخر سال ۱۰۹۵، افضل ارتش اسکندریه نزار را شکست داد و نزار را به اسارت به قاهره برد و اعدام کرد.
پس از اعدام نزار، اسماعیلیان نزاری و اسماعیلیان مستعلی به طرز آشتی ناپذیری از هم جدا شدند. این انشقاق سرانجام بقایای امپراتوری فاطمی را در هم شکست و اسماعیلیان که اکنون تقسیم شده بودند به پیروان مستعلی (ساکن در مناطق مصر، یمن و غرب هند). عده ای که با پسر نزار، الهادی بن نزار بیعت کردند در مناطق ایران و سوریه نیز به اسماعیلیه نزاری معروف شدند. هادی که در آن زمان بسیار جوان بود، به صورت قاچاقی از اسکندریه خارج شد و به قلعه الموت رفته نایب السلطنه حسن صباح شد.

## ترور توسط نزاریان
وی در دورهٔ پسر المستعلی (الآمر باحکام‌الله) بدست حشاشین ترور شد و وزارتش به پایان رسید.